# Тахинг-ам-Зе
Тахинг-ам-Зе (нем. Taching am See) — община в Германии, в земле Бавария.
Подчиняется административному округу Верхняя Бавария. Входит в состав района Траунштайн. Подчиняется управлению Вагинг-ам-Зе. Население составляет 1948 человек (на 31 декабря 2010 года). Занимает площадь 26,76 км².